# 임하연
임하연(林河姸, 1993년 7월 3일~)은 대한민국의 작가이다.